# Rachel Pulido
Rachel Pulido (* 1967 - ) es una guionista de series de televisión. Se graduó de la Universidad Harvard, en donde colaboraba con artículos para la revista humorística de la universidad, el Harvard Lampoon. Ha escrito episodios de la serie de dibujos animados Los Simpson y de Mission Hill. Está casada con Bill Oakley, el productor ejecutivo durante la séptima y octava temporada de Los Simpson y cocreador de Mission Hill. Tienen dos hijas, Mary y Elizabeth, y un hijo llamado James, quien ha participado en dos comentarios de DVD de Los Simpson.

## Trabajos como guionista
Pulido ha escrito dos episodios de Los Simpson: 
- 22 Short Films About Springfield (colaboradora)
- Grade School Confidential